# 登山步道
登山步道指人為開闢，保證靠步行就能穿越山地的道路。
中国登山协会主办杂志《山野》2010年6月期，由山野杂志副主编谢漪珊策划的专题“国家步道”刊载了山东社会科学院信息中心韩宪平先生的文章“文明与荒野”，第一次全面地中文介绍了世界各国“国家步道”（National Trail），并对中国国家步道规划、设计、建设、维护、使用提出了系统设想。

## 參看
- 中國國家登山健身步道系統